# Чили (Њу Мексико)
Чили (енгл. Chili) насељено је место без административног статуса у америчкој савезној држави Њу Мексико.

## Демографија
По попису из 2010. године број становника је 654.
| Група             | 2000.    | 2010.       |
| Белци             | 0 (0,0%) | 80 (12,2%)  |
| Афроамериканци    | 0 (0,0%) | 1 (0,2%)    |
| Азијати           | 0 (0,0%) | 3 (0,5%)    |
| Хиспаноамериканци | 0 (0,0%) | 562 (85,9%) |
| Укупно            | 0        | 654         |